# Gaspare Carpegna

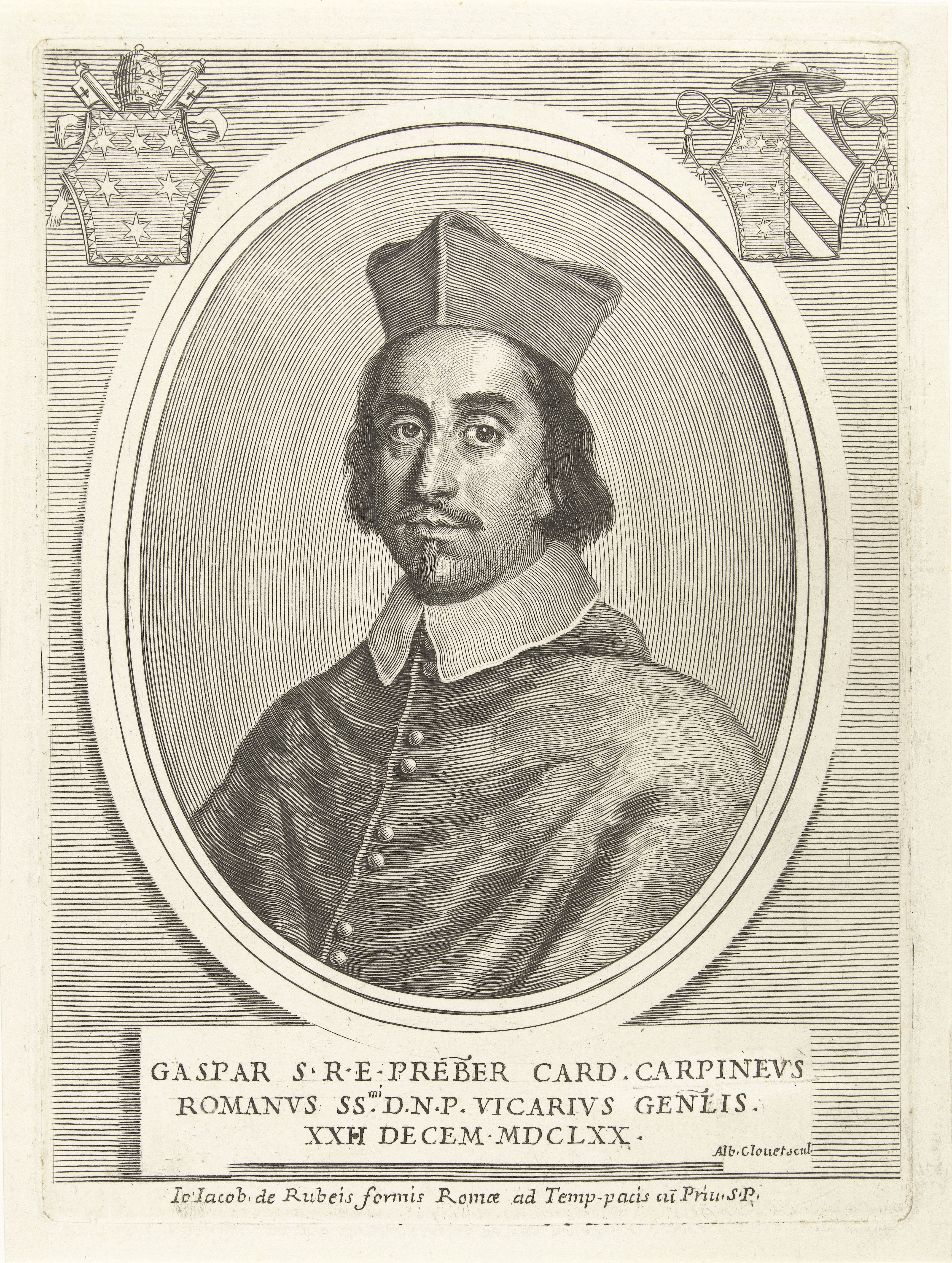
Gaspare Kardinal Carpegna in jüngeren Jahren (Porträtstich von Albertus Clouwet, um 1675)

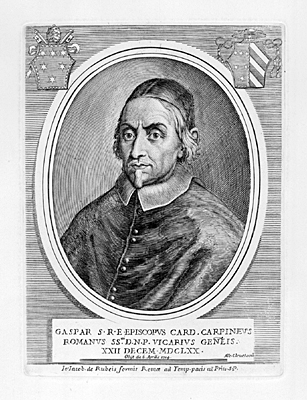
Kardinal Carpegna in vorgerücktem Alter (Porträt-Stich von Albertus Clouwet, 1714)

Kardinalswappem (schematische Darstellung)

Gaspare Carpegna (auch Gasparo Carpegna; * 8. Mai 1625 in Rom; † 6. April 1714 ebenda) war ein italienischer Geistlicher, Bischof und Kardinal der Römischen Kirche.

## Leben

### Herkunft und frühe Jahre
Er stammte aus der Familie der Grafen von Carpegna und war der Sohn von Francesco Maria Carpegna und dessen Ehefrau Marzia Spada. Verwandt war er mit dem Kardinal Ulderico Carpegna, der einem anderen Zweig der Familie entstammte. Seine Schwester Virginia Carpegna heiratete Antonio Altieri, einen Neffen von Papst Clemens X. Gaspare Carpegna studierte Recht und wurde zum Doctor iuris utriusque promoviert. Er trat in den Dienst der römischen Kurie und erhielt in commendam die Abtei Santa Maria della Vittoria in Marsi.

### Kirchliche Laufbahn
Gaspare Carpegna empfing die Priesterweihe und wurde Referendar an den Gerichtshöfen der Apostolischen Signatur. Am 5. Mai 1658 wurde er zum Kanoniker der Vatikanbasilika ernannt, später wurde er Sekretär der Kongregation für das Wasser. Am 10. Dezember 1664 wurde er Auditor der Römischen Rota. Während des Pontifikats von Clemens X. war er Konsultor der Kongregation für die Römische und allgemeine Inquisition sowie Datar Seiner Heiligkeit.
Clemens X. ernannte ihn am 16. Juni 1670 zum Titularerzbischof von Nicaea, als Kurienerzbischof behielt er seine Ämter bei der Rota und in der Apostolischen Datarie. Die Bischofsweihe spendete ihm am 22. Juni 1670 in der römischen Kirche San Silvestro in Capite Kardinal Paluzzo Paluzzi Altieri degli Albertoni, Erzbischof von Ravenna; Mitkonsekratoren waren Stefano Ugolini, Lateinischer Patriarch von Konstantinopel, und Francesco Marini, Bischof von Molfetta. Im Juli 1670 wurde Gaspare Carpegna Päpstlicher Thronassistent.

### Kardinalat und Tod
Im Konsistorium vom 22. Dezember 1670 erhob Clemens X. Gaspare Carpegna zum Kardinalat und ernannte ihn daraufhin zum Kardinalpriester. Den roten Hut und Santa Maria in Portico Campitelli als pro illa vice zur Titelkirche heraufgestufte Titeldiakonie erhielt er am 23. Februar 1671. Am 18. März 1671 optierte er zur Titelkirche Santa Pudenziana und wurde am 12. August 1671 Generalvikar für das Bistum Rom. Er optierte am 14. November 1672 zur Titelkirche San Silvestro in Capite. Ab dem 10. Januar 1675 war er Präfekt der Kongregation für die Bischöfe und Regularkleriker.
Kardinal Carpegna war Teilnehmer am Konklave 1676, das Papst Innozenz XI. wählte. Von 1676 bis zu seinem Tod war er Präfekt der Kongregation für die kirchliche Immunität. Daneben war er vom 13. Januar 1681 bis zum 12. Januar 1682 Kämmerer des Heiligen Kardinalskollegiums. Er nahm am Konklave 1689 teil, das Alexander VIII. zum Papst wählte, sowie am Konklave 1691, das mit der Papstwahl von Innozenz XII. endete. Am 19. Oktober 1689 hatte er zu Titelkirche Santa Maria in Trastevere optiert, und am 27. Januar 1698 stieg er in die Kardinalsklasse der Kardinalbischöfe auf und erhielt das suburbikarische Bistum Sabina. Von Juli 1700 bis zu seinem Tod war er Präfekt der Kongregation für die Residenz der Bischöfe.
Gaspare Carpegna starb am 6. April 1714 um 3 Uhr morgens in seinem römischen Palazzo. Beigesetzt wurde er in einem Familiengrab in der Kirche Santa Maria in Vallicella.